# Amphoe Phon Charoen
Amphoe Phon Charoen (Thai: อำเภอ พรเจริญ) ist ein Landkreis (Amphoe – Verwaltungs-Distrikt) in der Provinz Bueng Kan. Die Provinz Bueng Kan liegt im Norden der Nordostregion von Thailand, dem so genannten Isan.

## Geographie
Benachbarte Bezirke (von Westen im Uhrzeigersinn): die Amphoe So Phisai, Mueang Bueng Kan, Si Wilai und Seka in der Provinz Bueng Kan, sowie die Amphoe Kham Ta Kla und Ban Muang der Provinz Sakon Nakhon.

## Geschichte
Phon Charoen wurde am 16. November 1976 zunächst als „Zweigkreis“ (King Amphoe) eingerichtet, indem zwei Tambon vom Amphoe Bueng Kan abgetrennt wurden. 
Am 13. Juli 1981 wurde Phon Charoen zum Amphoe heraufgestuft.

## Verwaltung

### Provinzverwaltung
Der Landkreis Phon Charoen ist in sieben Tambon („Unterbezirke“ oder „Gemeinden“) eingeteilt, die sich weiter in 58 Muban („Dörfer“) unterteilen.
| Nr. | Name           | Thai      | Muban | Einw.  |
| --- | -------------- | --------- | ----- | ------ |
| 01. | Si Chomphu     | ศรีชมภู     | 07    | 04.881 |
| 02. | Don Ya Nang    | ดอนหญ้านาง | 07    | 05.111 |
| 03. | Phon Charoen   | พรเจริญ    | 11    | 10.277 |
| 04. | Nong Hua Chang | หนองหัวช้าง | 11    | 08.037 |
| 05. | Wang Chomphu   | วังชมภู     | 08    | 04.510 |
| 06. | Pa Faek        | ป่าแฝก     | 07    | 05.821 |
| 07. | Si Samran      | ศรีสำราญ   | 07    | 04.748 |

### Lokalverwaltung
Es gibt drei Kommunen mit „Kleinstadt“-Status (Thesaban Tambon) im Landkreis:
- Si Samran (Thai: เทศบาลตำบลศรีสำราญ), bestehend aus dem gesamten Tambon Si Samran.
- Don Ya Nang (Thai: เทศบาลตำบลดอนหญ้านาง), bestehend aus dem gesamten Tambon Don Ya Nang.
- Phon Charoen (Thai: เทศบาลตำบลพรเจริญ), bestehend aus Teilen des Tambon Phon Charoen.

Außerdem gibt es vier „Tambon-Verwaltungsorganisationen“ (องค์การบริหารส่วนตำบล – Tambon Administrative Organizations, TAO):
- Si Chomphu (Thai: องค์การบริหารส่วนตำบลศรีชมภู)
- Nong Hua Chang (Thai: องค์การบริหารส่วนตำบลหนองหัวช้าง)
- Wang Chomphu (Thai: องค์การบริหารส่วนตำบลวังชมภู)
- Pa Faek (Thai: องค์การบริหารส่วนตำบลป่าแฝก)